# 린징이
린징이(중국어 정체자: 林靜儀, 병음: Lín Jìngyí, 한자음: 임정의, 1974년 2월 12일 ~ )는 타이완의 정치인으로, 2016년 비려대표이자 2022년 타이중시 제2선거구의 입법위원으로 당선된다.